# Dreaming Back to the Qing Dynasty
Dreaming Back to the Qing Dynasty (chino: 梦回, pinyin: Meng Hui), es una serie de televisión china transmitida del 14 de diciembre del 2019 hasta el 23 de enero del 2020, a través de Tencent.
La serie está basada en la novela "Meng Hui Da Qing" (梦回 大 清) de Jin Zi (金子).

## Historia
Xu Qiangwei, es una joven común trabajadora de oficina del siglo XXI, sin embargo accidentalmente luego de perderse en la Ciudad Prohibida viaja en el tiempo hasta la dinastía Qing, bajo el reinado del emperador Kangxi. 
Ahí conoce a los príncipes, entre ellos a Yinxiang, Yinti, Yinzhen y a su padre el majestuoso Emperador Kangxi.
Conforme pasa el tiempo y conoce más al cálido príncipe Yinxiang, comienza a enamorarse de él y pronto deberá elegir qué camino debe tomar, mientras se ve envuelta en los conflictos políticos y celos dentro del palacio.
Mientras que Yinxiang siempre leal a su hermano, el cuarto Príncipe, loa poyará en la lucha contra la avaricia de sus otros hermanos, quienes buscan el trono y poder.

## Reparto

### Personajes principales
| Actor                         | Personaje                             | N.º de episodios | Notas |
| ----------------------------- | ------------------------------------- | ---------------- | --- |
| Li Landi Qi Xinrui (祁心蕊)   | Xu Qiangwei Princesa Yalaerta Mingwei | 40               | |
| Wang Anyu Tang Jiaze (唐嘉泽) | Príncipe Aisin Gioro Yinxiang         | 40               | 13º Príncipe |
| Xin Yunlai                    | Príncipe Aisin Gioro Yinti            | 40               | 14º Príncipe |
| Ding Qiao                     | Príncipe Aisin Gioro Yinzhen          | 40               | 4º Príncipe |
| Sun Anke                      | Yalaerta Minghui                      | -                | Es la hermanastra de Mingwei, a quien odia y le tiene celos. Es una mujer codiciosa, egoísta y hambrienta de poder, que hace todo lo que está en sus manos para alcanzar sus objetivos, sin importarle a quién lastima. Decidida a lograr sus objetivos se convierte en la esposa del Príncipe Yinti, para tener acceso a la familia real. |

### Personajes recurrentes

#### Familia real
| Actor                 | Personaje                             | N.º de episodios | Notas                                               |
| --------------------- | ------------------------------------- | ---------------- | --------------------------------------------------- |
| Liu Jun               | Emperador Kangxi                      | -                |                                                     |
| Ni Songyang           | Príncipe Heredero Aisin Gioro Yinreng | -                | 2º Príncipe                                         |
| Ding Qiao             | Príncipe Aisin Gioro Yinzhen          | -                | 4º Príncipe                                         |
| He Zhilong (何志龙)   | Príncipe Aisin Gioro Yinsi            | -                | 8º Príncipe                                         |
| Lang Peng             | Príncipe Aisin Gioro Yintang          | -                | 9º Príncipe                                         |
| Jin Chong             | Príncipe Aisin Gioro Yin'Er           | -                | 10º Príncipe                                        |
| Wang Anyu             | Príncipe Aisin Gioro Yinxiang         | -                | 13º Príncipe                                        |
| Xin Yunlai            | Príncipe Aisin Gioro Yinti            | -                | 14º Príncipe                                        |
| Yang Anqi             | Consorte Real Nalan Rongyue           | -                |                                                     |
| Zhang Tong            | Consorte De                           | -                | Es la madre de los príncipes Yinti y Yinzhen.       |
| Tian Na               | 4ta. Princesa Consorte                | -                | Es la esposa del 4.º. Príncipe Aisin Gioro Yinzhen. |
| Lu Guandong           | Bei Le                                | -                |                                                     |
| Jiang Ruilin (姜瑞麟) | Hong Li                               | -                |                                                     |

#### Empleados del palacio
| Actor                           | Personaje                | N.º de episodios | Notas                                                       |
| ------------------------------- | ------------------------ | ---------------- | ----------------------------------------------------------- |
| Katie Chen Xiao Longnu (小龙女) | Qi Xiang                 | -                | Es la asistente personal de Yalaerta Mingwei.               |
| Zhang Leyun                     | Zheng Chunhua            | -                |                                                             |
| Zheng Shuijing                  | Xiao Yu / Jiang Xiaobing | -                |                                                             |
| Xiang Aoyu                      | Qin Shun'er              | -                | Es el sirviente personal del Príncipe Aisin Gioro Yinxiang. |
| Hua Cheng                       | Qin Quan'er              | -                | Es el sirviente personal del Príncipe Aisin Gioro Yinzhen.  |
| Li Chengrun                     | Qin Zhu'er               | -                |                                                             |
| Liu Tianyao                     | Li Dequan                | -                |                                                             |

### Otros
| Actor                 | Personaje                | N.º de episodios | Notas                                                     |
| --------------------- | ------------------------ | ---------------- | --------------------------------------------------------- |
| Deng Limin            | Suo E'tu                 | -                | Es el tío del Príncipe Heredero.                          |
| Shen Baoping (沈保平) | Ying Lu                  | -                | Es el padre de Yalaerta Mingwei.                          |
| Wu Lan                | Madame Wen               | -                | Es la madre de Yalaerta Mingwei.                          |
| Hu Kun (胡琨)         | Zhao Fengchu             | -                |                                                           |
| -                     | Yuanqing                 | -                | Es el primo de Yalaerta Mingwei, de quien está enamorado. |
| Zheng Jingwen         | Señora Nian              | -                |                                                           |
| Wu Ying (伍莹)        | Su Yuan                  | -                |                                                           |
| Wang Yuting (王玉婷)  | Dong Lian                | -                |                                                           |
| Fu Xiaona             | Dama de Cabello Plateado | -                |                                                           |
| Lu Jinhao (卢瑾昊)    | Chun'er                  | -                |                                                           |

## Episodios
La serie está conformada por 40 episodios, los cuales fueron transmitidos todos los jueves, viernes y sábados (2 episodios por día) a las 8:00pm y para los vip (6 episodios).

## Premios y nominaciones
| Año  | Categoría                            | Premio                                                             | Trabajo                             | Resultado |
| ---- | ------------------------------------ | ------------------------------------------------------------------ | ----------------------------------- | --------- |
| 2020 | Newcomer Actor                       | Busan International Film Festival’s Asian Contents and Film Market | Wang Anyu                           | Nominado  |
| 2020 | Technical Achievement Award - Makeup | Busan International Film Festival’s Asian Contents and Film Market | "Dreaming Back to the Qing Dynasty" | Nominado  |

## Producción
También es conocida como "Meng Hui Da Qing" (梦回大清).
La serie fue dirigida por Lee Kwoklap, Chen Shuliang, Yuan Shuwei, quienes contaron con el apoyo del guionista Wang Lizhi.
Mientras que la producción estuvo a cargo de Karen Tsoi, Li Eryun, Huang Xing, Chu Fei y Su Min.